# Río Abiseo Nemzeti Park
A Río Abiseo Nemzeti Park egy természetvédelmi terület Peruban.
A nemzeti parkot 1983. augusztus 11-én alapították. Nem csak természeti értékekben, hanem régészeti lelőhelyekben is gazdag, ezért természeti és kulturális (vegyes) kategóriában a világörökség részévé nyilvánították. A turisták elől le van zárva, csak kutatók látogathatják engedéllyel.

## Földrajz
A 2745,2 km²-es területű nemzeti park Peru középpontjától kissé északra található az Andok fő vonulataitól keletre. Nagy része esőerdővel és köderdővel borított hegyvidéki terület, fő folyói a névadó Abiseo, a Túmac és a Montecristo. Közigazgatásilag San Martín megyéhez, azon belül Mariscal Cáceres tartományhoz tartozik, a legközelebbi város a parktól keletre található Huicungo. Az 1985-től tartó régészeti feltárások 2400–2500 méteres tengerszint feletti magasságokban 36 lelőhelyet tártak fel, közülük a legfontosabb Gran Pajatén és Los Pinchudos. Ezeken a lelőhelyeken a teraszos mezőgazdasági művelés nyomai és öntözőcsatornák maradványai is megfigyelhetők.
A nemzeti parkban több nevezetes vízesés is található, például az El Oso („a medve”), a Velo de Novia („menyasszonyi fátyol”), a Shihui és a Las Gemelas („az ikrek”). Fontosabb tavai az Empedrada („köves”), az Escondida („rejtett”), a Colorada („vörös”), a Negra („fekete”), az Honda („mély”) és a Chúcara. Jellegzetes barlangja a Cueva de los Muertos („halottak barlangja”).
A területen meleg és nedves időjárás uralkodik. Az átlaghőmérséklet legalább 18 °C, a csapadék legalább 750 mm évente, a levegő páratartalma pedig jellemzően 90%. A nyugati részeken, ahol évente 800–2000 mm eső hull, a hőmérséklet a magasságtól függően 7 és 25 fok között szokott lenni.

## Élővilág
A park területén 1134 növényfajt írtak le. Köztük megtalálható a kihalás által fenyegetett Cedrela montana nevű szappanfavirágú és a Prumnopitys montana nevű kőtiszafaféle, nagy méretű fügefajok, a kaucsukfa, valamint a gazdasági jelentőséggel is rendelkező Croton lechleri nevű kroton, a macskakarom, a cedrela, a Swietenia macrophylla nevű mahagóni és a Cedrelinga cateniformis nevű mimózaforma.
Az állatfajok közül mintegy 900-at figyeltek meg eddig, ebből 181 emlős, 409 madár, 17 hüllő, 30 kétéltű, 14 hal és körülbelül 250 gerinctelen. A park nyugati részén összesen 27 olyan faj él, amely Peru endémikus faja, míg a keleti zónában 18 fenyegetett állatfaj (11 emlős és 7 madár) él. A sárgafarkú gyapjasmajomról korábban azt hitték, teljesen kihalt, de aztán kiderült, hogy ebben a nemzeti parkban még élnek példányai.

## Képek

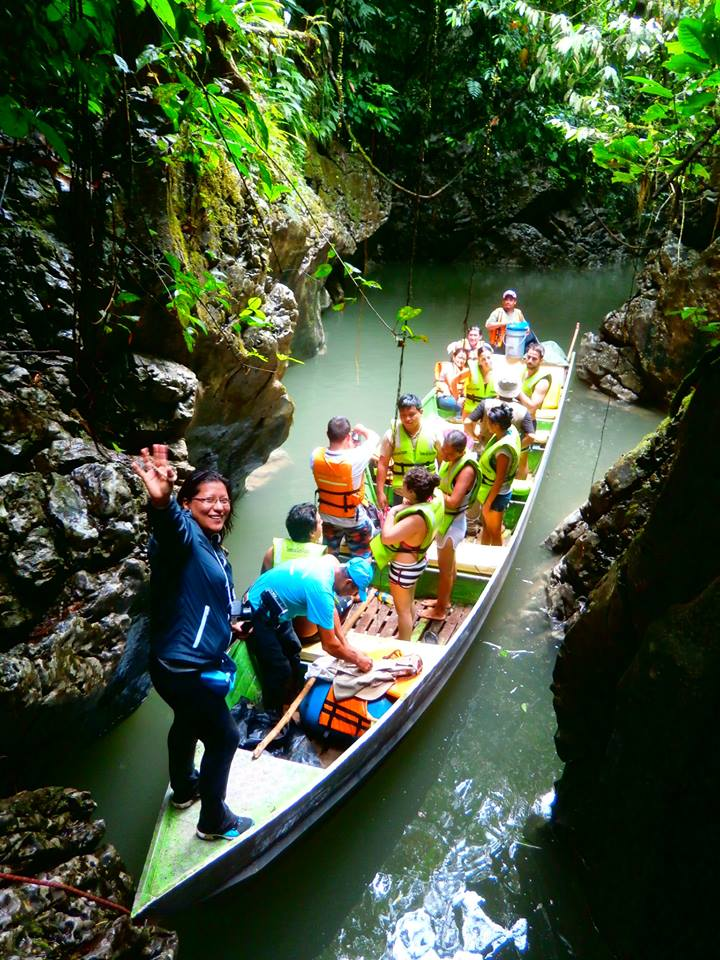
Turisták a Quebrada Churónál
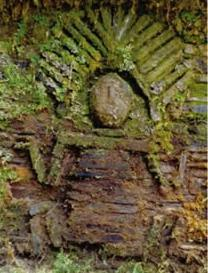
Dombormű a Gran Pajatén régészeti lelőhelyen